# Nukekubi
Nukekubi (jap. ヌケクビ) – demon (yōkai) z mitologii japońskiej, którego głowa mogła oddalać się od ciała na nieograniczoną odległość i żyć własnym życiem. Głowa unosiła się w powietrzu używając uszu niczym skrzydeł, często latała na zewnątrz i polowała na owady. Rankiem, nim osoba, do której głowa należała obudziła się, wracała i przyłączała się do ciała. Niektóre osoby mogły sobie nie zdawać sprawy z tego, że kiedy śpią, ich głowa oddziela się od ciała. Wydawało im się tylko, że mają dziwne sny o przebywaniu w innym miejscu po zaśnięciu. 

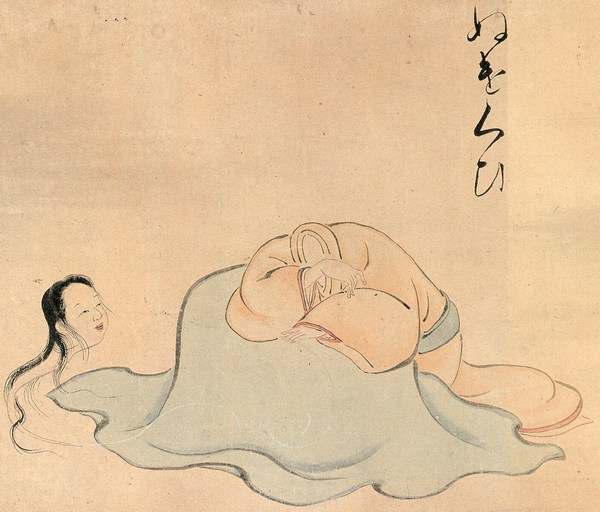
Nukekubi z Bakemono-Dukushi Yumoto-C

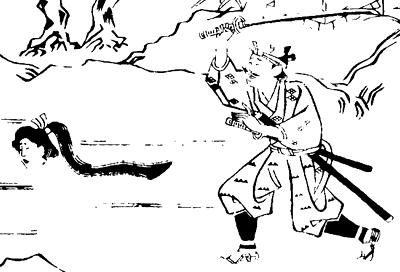
Głowa uciekająca przed samurajem

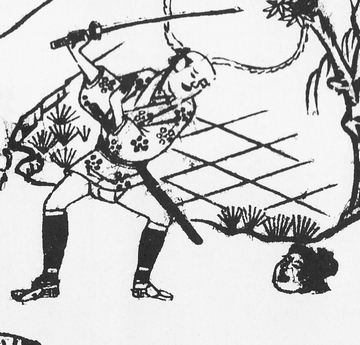
Samuraj napotyka demona, Shokoku hyaku-monogatari

Czasem spotkanie z tym demonem kończyło się bardzo dramatycznie. Mówiono, iż głowy zagrażają ludziom, a są i takie, które piją ludzką krew. W niektórych regionach Japonii wierzono, że człowiek może odrodzić się jako nukekubi za łamanie buddyjskich przykazań. Istota ta bardzo przypomina inną istotę występującą w mitologii japońskiej - rokurokubi.

## Legendy o nukekubi
Lafcadio Hearn w zbiorze Kwaidan, czyli opowieści niesamowite przytacza legendę o samuraju imieniem Isogai Taketsura, który musiał zmierzyć się z nukekubi. Po upadku rodu Kikuji, którego był wasalem, bohater zgolił głowę i został mnichem, przybierając imię Kairyō. Pewnego dnia podczas swojej wędrówki dotarł do krainy Kai, lecz zanim udało mu się odnaleźć jakichś ludzi, zapadł zmrok. Zmuszony sytuacją postanowił przespać się na trawie koło drogi, ale nagle obok niego stanął drwal zdziwiony, iż mnich ma zamiar spać w nawiedzonym miejscu, po czym zaproponował swój dom. 
Bohater, mimo iż był bardzo odważny i nie bał się demonów, postanowił przyjąć zaproszenie drwala. Gdy dotarli do ubogiej chaty, w środku spotkał kilku mężczyzn, którzy wydali się byłemu samurajowi osobami znającymi etykietę, jakby pochodzili z wyższych sfer. Dowiedział się, iż mężczyźni znajdujący się w chacie są bezpańskimi samurajami (rōninami). Mnich bardzo zasmucił się ich losem i zapowiedział, iż ma zamiar przez całą noc wygłaszać sutry w ich intencji. Jak zapowiedział, tak też zrobił, całą noc żarliwie się modlił, ale nagle poczuł pragnienie. 
Gdy wyruszył w poszukiwaniu wody, wkroczył do pokoju, gdzie spali mieszkańcy chaty. Zdziwił się, gdy zauważył, iż wszystkie ciała są pozbawione głów, lecz nigdzie w pokoju nie było śladów krwi. Nagle zdał sobie sprawę z tego, iż został zwabiony do chaty przez demony, a jedyne co go uratowało to żarliwa modlitwa. Przypomniał sobie, że ciała, od których odłączyły się głowy, należy schować tak, aby głowy nie mogły ich odnaleźć. Według wierzeń, przerażone głowy zaczynały wtedy uderzać z całej siły o ziemię, aż jej właściciel umierał.
Demony, nie mogąc odnaleźć ciał, ruszyły do ataku na mnicha, lecz ten jako były samuraj, odparł atak. Cztery głowy rozleciały się po całym domu w poszukiwaniu ciał, jedynie głowa drwala została i toczyła dalszą walkę z mnichem i nawet, gdy była już martwa wbiła swoje zęby w szatę mnicha. W tym czasie reszta głów odnalazła swoje ciała i uciekła, Kairyō zaś udał się w dalszą drogę z głową zwisającą u rękawa, której nie dało się odczepić.
Gdy mnich dotarł do Suwa w Shinano, wzbudził swoim wyglądem powszechne przerażenie i został aresztowany pod zarzutem morderstwa, ponieważ sądzono, że obciął głowę jakiemuś człowiekowi. Uwolniono go, dopiero gdy sędzia zbadał głowę i nie znalazłszy na niej śladu miecza, potwierdził iż musiała należeć ona do upiora. Odtąd wszyscy sławili wielką odwagę mnicha, a on sam został zaproszony przez lokalnego władcę. 
Wkrótce mnich wyruszył w dalszą drogę, na której został zaatakowany przez bandytę, który zażądał pieniędzy i szat od mnicha. Gdy bandyta ujrzał głowę zwisającą z rękawa, przeraził się, uważając iż napotkał bardzo okrutnego mordercę, gdyż nawet jemu nigdy nie przyszłoby do głowy spacerować z głową uczepioną przy szacie. Gdy Kairyō opowiedział mu swoją historię bandyta postanowił odkupić od niego szaty, aby wyglądać na niepokonanego mordercę. Wkrótce dowiedział się, iż mnich mówił prawdę, przeląkł się i pochował szaty w zagajniku. W miejscu gdzie pochował głowę postawił kamień i zamówił modlitwę w intencji człowieka, który po śmierci zamienił się w upiora.
Inna opowieść o spotkaniu z nukekubi została ukazana w jednym z opowiadań z krainy Shimousa, gdzie wierzono, że oddalanie się głowy od ciała spowodowane jest w rzeczywistości chorobą. Pewnej nocy w świątyni Zōjō-ji mnich zauważył, że w jego kierunku leci głowa. Złapał ją, po czym wyrzucił na zewnątrz, a ona gdzieś odleciała. Następnego dnia jeden ze służących, pracujących w tej świątyni, bardzo źle się poczuł i spał do południa. Gdy nagle się obudził, powiedział, że musi porozmawiać z mnichem. Poszedł do niego i zapytał, czy przypadkiem do jego pokoju wieczorem nie wleciała głowa, zdziwiony mnich potwierdził, iż tak było. Wtedy mężczyzna opowiedział, że jest bardzo chory: jego głowa odrywa się od ciała, gdy śpi. Choroba objawiła się przez wielkie emocje wywołane sprzeczką z mnichem poprzedniego dnia. Mężczyzna ten postanowił wrócić do domu, gdyż choroba mogła mieć wpływ na jego służbę w świątyni.